# Croton promunturii
Croton promunturii är en törelväxtart som beskrevs av Jacques Désiré Leandri. Croton promunturii ingår i släktet Croton och familjen törelväxter. Inga underarter finns listade i Catalogue of Life.